# (74407) 1998 YJ21
(74407) 1998 YJ21 – planetoida z pasa głównego asteroid okrążająca Słońce w ciągu 5,77 lat w średniej odległości 3,22 j.a. Odkryta 26 grudnia 1998 roku.